# Jan Campert
Jan Campert (Spijkenisse, 15 d'agost de 1902 – Neuengamme (Alemanya), 12 de gener de 1943) era un periodista, poeta, escriptor neerlandès. Va ser molt actiu en la resistència contra l'ocupació nazi del seu país.

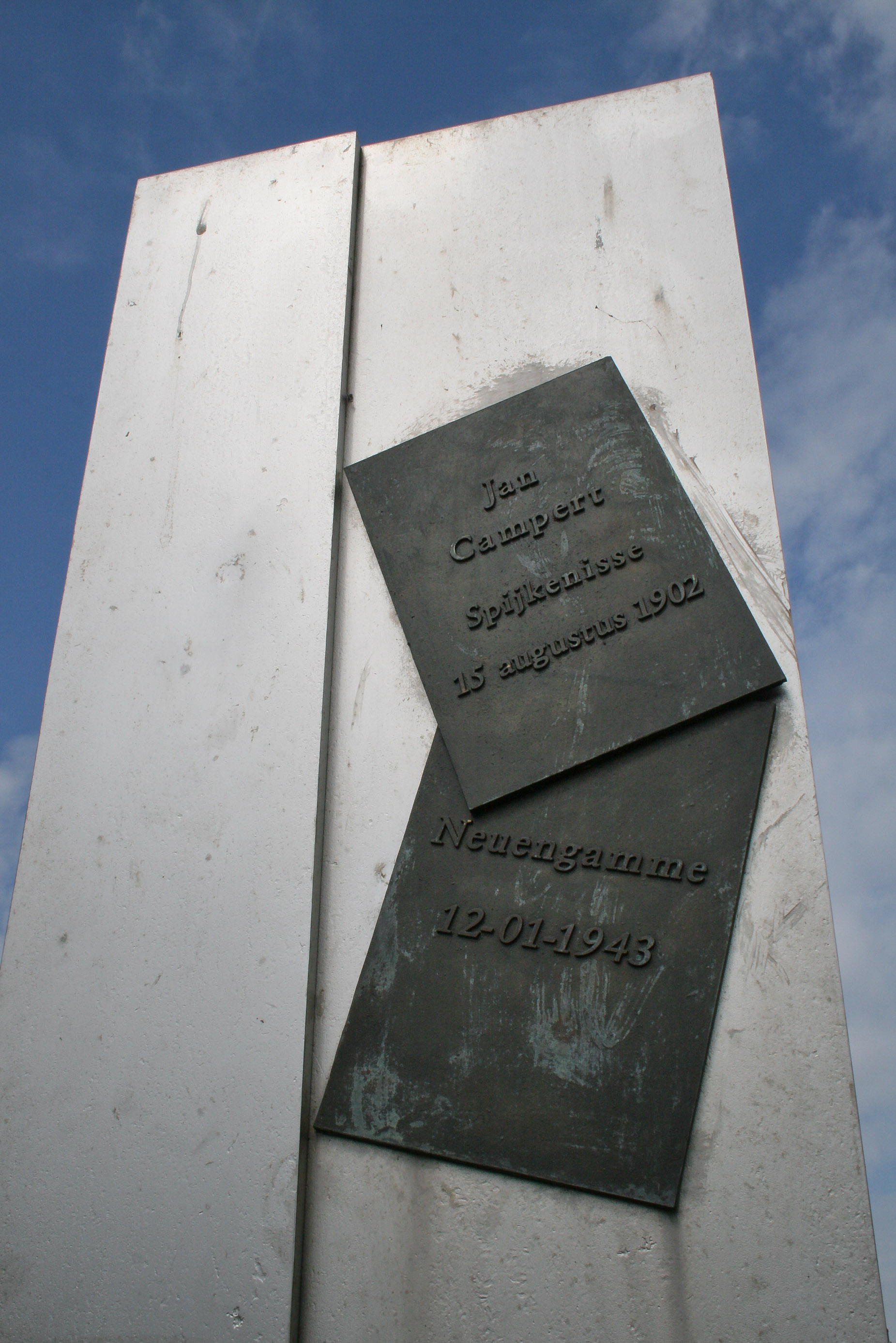
Monument a Campert a Spijkenisse

Va escriure la seva obra més coneguda, el poema «De achttien dooden» (canço dels divuit morts), dedicada a quinze membres de la resistència del grup «de Geuzen» i tres vaguistes, membres del Partit Comunista dels Països Baixos que havien participat en la vaga de febrer que els nazis van executar el 13 de març de 1941.
Va ser empresonat pels alemanys el 21 de juliol de 1942, perquè havia ajudat una vintena de jueus per fugir cap a Bèlgica. Va passar per uns camps de transició abans de ser de deportat primer cap al camp de Buchenwald i després a Neuengamme. S'hi va amaltir durant l'hivern sever de 1942/43, quan una mitjana de cinquanta presoners morien cada dia per malnutrició i treballs forçats inhumans. Finalment hi va morir, segons l'informe oficial de pleuritis, el 12 de gener de 1943.
El 1947, la Fundació Jan Campert va crear el premi literari premi Jan Campert. El 2003 es van estrenar dos monuments: un a Spijkenisse, el seu poble natal i un al Camp de concentració de Westerbork. En aquest darere es va cisellar la primera estrofa del poema «Divuit morts» en un bloc erràtic.

## Obres destacades
- «De achttien dooden»[5]
- Verzamelde gedichten (1922-1943), (obra poetica completa, 1947, edició pòstuma)[6]